# Yichanglilja
Yichanglilja (Lilium leucanthum) är en art i familjen liljeväxter. Den växer naturligt i Kina. Arten odlas sällsynt som trädgårdsväxt i Sverige, men är tveksamt härdig.

## Hybrider
- Lilium ×aurelifolium är en hybrid mellan yichanglilja och Lilium ×aurelianense.
- Lilium ×centigale är en hybrid mellan yichanglilja och kungslilja (L. regale).
- Lilium ×centisargale är hybriden mellan yichanglilja och imperielilja (Lilium ×imperiale).

### Webbkällor
- The Genus Lilium -Lilium leucanthum
- Wikimedia Commons har media som rör Yichanglilja.